# Friburgo (Suiza)
Friburgo (en francés Fribourg/Fribourg en Nuithonie, en alemán Freiburg/Freiburg im Üechtland, en italiano Friburgo y en romanche Friburg) es una pequeña ciudad de la Suiza occidental, capital del cantón de Friburgo y del distrito de Sarine. Friburgo es una de las tres ciudades bilingües de Suiza, unas 21.000 personas hablan francés, mientras que unas 8.300 hablan alemán. Se ubica en la región llamada Üechtland (en francés Nuitonie).

## Historia
Fue fundada sobre una terraza a orillas del río Sarine/Saane en 1157 por el duque Bertholdo IV de Zähringen. Viajando por la región, sin duda para poner orden en sus posesiones, Bertholdo IV decide crear una nueva ciudad fortificada: Friburgo (del alemán: frei=libre, burg=plaza fortificada). La fundación de la ciudad puede situarse hacia el año 1157. En 1218, la ciudad pasa a depender de los Kyburgo, quienes la venden en 1277 a los Habsburgo. Entre 1452-1477 la ciudad pasa bajo soberanía saboyana. Tras la batalla de Morat en 1476, la ciudad pide su admisión en la Confederación de los Ocho cantones. En 1481 Friburgo entra a formar parte de la Confederación Helvética. 
En 1798, la ciudad es invadida por tropas francesas en el marco de las guerras napoleónicas, y es convertida en capital del cantón de Friburgo durante la República Helvética. En 1803 el Acta de Mediación de Napoleón crea una separación entre la soberanía de la ciudad y la del cantón. Tras el Congreso de Viena, en 1815 la Confederación es restaurada, aunque prosigue la separación entre la ciudad y el cantón. En 1847 la ciudad participa, por medio del cantón, en la guerra de la Sonderbund, en la que estuvo del lado de los católicos.
En 1889 se crea la Universidad de Friburgo. En 1990 se establece la igualdad entre el francés y el alemán.

## Geografía
Friburgo está situada en el camino entre Berna y Lausana. La ciudad está dividida en dos partes. La parte baja basse ville es rica en edificios medievales y está parcialmente cercada por murallas. El río que atraviesa la ciudad es el Saane (fr: Sarine).
La región es muy verde y poco montañosa. La ciudad limita al norte con la comuna de Granges-Paccot, al este con Düdingen, Sankt Ursen y Tafers, al sur con Pierrafotscha y Marly, y al occidente con Villars-sur-Glâne y Givisiez.
Friburgo es el centro de una aglomeración de aproximadamente 70.000 habitantes, si se cuenta el área metropolitana que comprende las comunas de: Friburgo, Givisiez, Granges-Paccot, Villars-sur-Glâne, Marly, Corminboeuf, Belfaux, Grolley, Düdingen (Guin en francés) y Tafers (Tavel en francés). El territorio está atravesado por la frontera lingüística francoalemana llamada Röstigraben.

### Clima
| Parámetros climáticos promedio de Friburgo (normales 1991–2020) | Parámetros climáticos promedio de Friburgo (normales 1991–2020) | Parámetros climáticos promedio de Friburgo (normales 1991–2020) | Parámetros climáticos promedio de Friburgo (normales 1991–2020) | Parámetros climáticos promedio de Friburgo (normales 1991–2020) | Parámetros climáticos promedio de Friburgo (normales 1991–2020) | Parámetros climáticos promedio de Friburgo (normales 1991–2020) | Parámetros climáticos promedio de Friburgo (normales 1991–2020) | Parámetros climáticos promedio de Friburgo (normales 1991–2020) | Parámetros climáticos promedio de Friburgo (normales 1991–2020) | Parámetros climáticos promedio de Friburgo (normales 1991–2020) | Parámetros climáticos promedio de Friburgo (normales 1991–2020) | Parámetros climáticos promedio de Friburgo (normales 1991–2020) | Parámetros climáticos promedio de Friburgo (normales 1991–2020) |
| Mes                                                             | Ene.                                                            | Feb.                                                            | Mar.                                                            | Abr.                                                            | May.                                                            | Jun.                                                            | Jul.                                                            | Ago.                                                            | Sep.                                                            | Oct.                                                            | Nov.                                                            | Dic.                                                            | Anual                                                           |
| --------------------------------------------------------------- | --------------------------------------------------------------- | --------------------------------------------------------------- | --------------------------------------------------------------- | --------------------------------------------------------------- | --------------------------------------------------------------- | --------------------------------------------------------------- | --------------------------------------------------------------- | --------------------------------------------------------------- | --------------------------------------------------------------- | --------------------------------------------------------------- | --------------------------------------------------------------- | --------------------------------------------------------------- | --------------------------------------------------------------- |
| Temp. máx. media (°C)                                           | 3.5                                                             | 5.2                                                             | 9.8                                                             | 13.7                                                            | 18.0                                                            | 21.7                                                            | 24.0                                                            | 23.6                                                            | 18.9                                                            | 13.7                                                            | 7.6                                                             | 4.0                                                             | 13.6                                                            |
| Temp. media (°C)                                                | 0.4                                                             | 1.2                                                             | 5.1                                                             | 8.6                                                             | 12.8                                                            | 16.5                                                            | 18.5                                                            | 18.1                                                            | 13.7                                                            | 9.4                                                             | 4.3                                                             | 1.1                                                             | 9.1                                                             |
| Temp. mín. media (°C)                                           | -2.6                                                            | -2.5                                                            | 0.5                                                             | 3.2                                                             | 7.5                                                             | 11.2                                                            | 13.0                                                            | 12.7                                                            | 9.1                                                             | 5.6                                                             | 1.3                                                             | -1.8                                                            | 4.8                                                             |
| Precipitación total (mm)                                        | 50                                                              | 50                                                              | 60                                                              | 75                                                              | 108                                                             | 101                                                             | 106                                                             | 106                                                             | 83                                                              | 87                                                              | 72                                                              | 65                                                              | 962                                                             |
| Nevadas (cm)                                                    | 11                                                              | 12                                                              | 7                                                               | 2                                                               | 0                                                               | 0                                                               | 0                                                               | 0                                                               | 0                                                               | 0                                                               | 5                                                               | 12                                                              | 49                                                              |
| Días de precipitaciones (≥ 1.0 mm)                              | 9.2                                                             | 8.4                                                             | 9.6                                                             | 9.7                                                             | 12.4                                                            | 11.4                                                            | 10.3                                                            | 10.6                                                            | 8.7                                                             | 10.0                                                            | 9.9                                                             | 10.3                                                            | 120.5                                                           |
| Días de nevadas (≥ 1.0 cm)                                      | 3.3                                                             | 3.0                                                             | 1.7                                                             | 0.7                                                             | 0.0                                                             | 0.0                                                             | 0.0                                                             | 0.0                                                             | 0.0                                                             | 0.1                                                             | 1.1                                                             | 2.7                                                             | 12.6                                                            |
| Humedad relativa (%)                                            | 84                                                              | 79                                                              | 72                                                              | 71                                                              | 73                                                              | 72                                                              | 70                                                              | 72                                                              | 78                                                              | 83                                                              | 85                                                              | 85                                                              | 77                                                              |
| Fuente: MeteoSwiss                                              |                                                                 |                                                                 |                                                                 |                                                                 |                                                                 |                                                                 |                                                                 |                                                                 |                                                                 |                                                                 |                                                                 |                                                                 |                                                                 |

## Religión

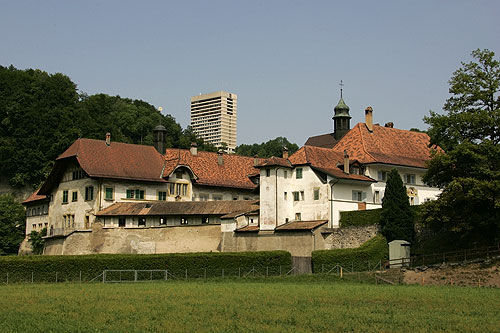
Abadía de Maigrauge en Friburgo.

La mayoría de la población profesa la religión católica. Los patrones de la ciudad son San Nicolás de Bari y Santa Catalina. Además, Friburgo es sede de la Diócesis de Lausana, Ginebra y Friburgo, así como de la Universidad de Friburgo, la única universidad católica de Suiza.

## Lugares de interés

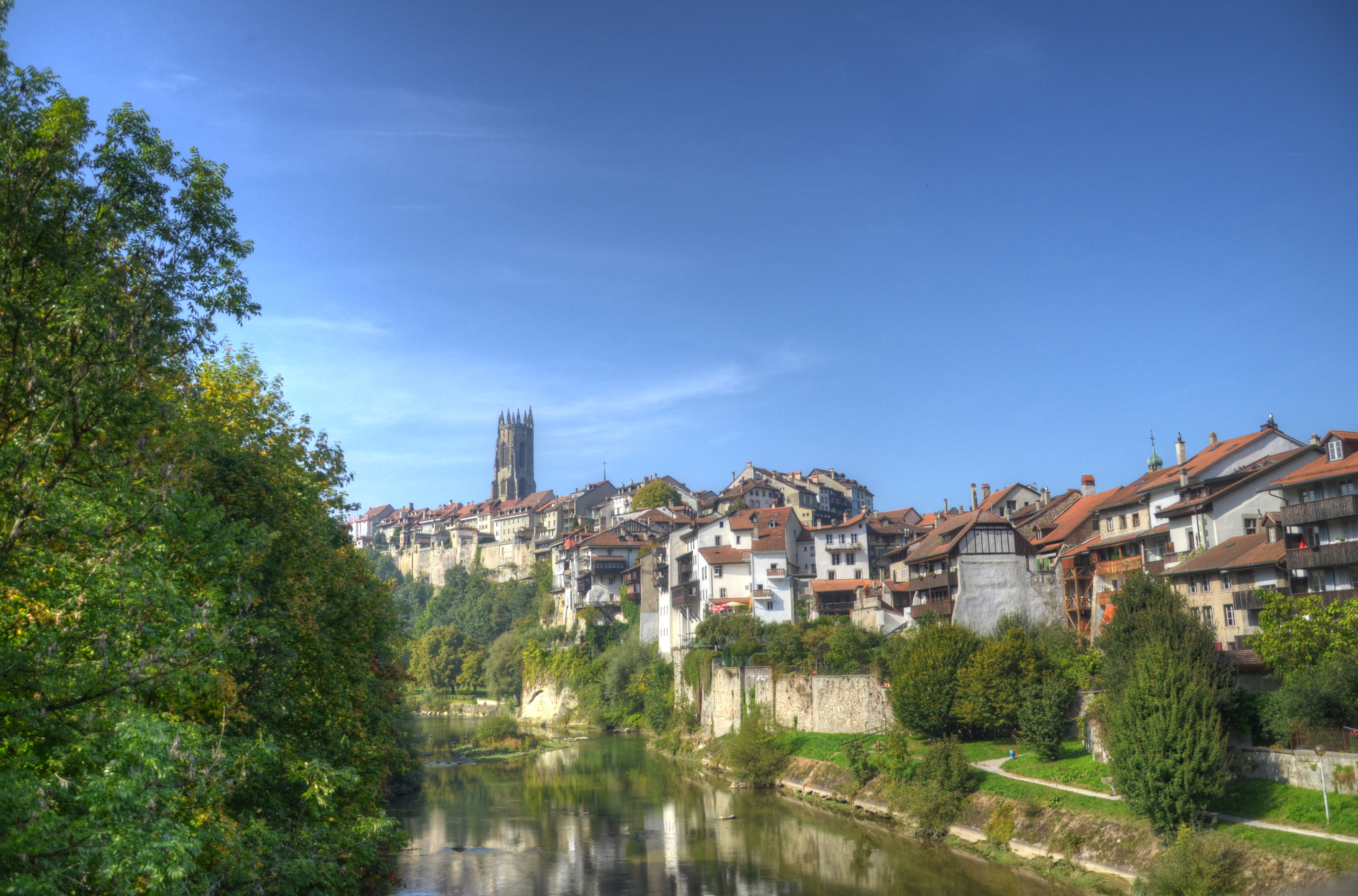
Friburgo y la Catedral de San Nicolás.

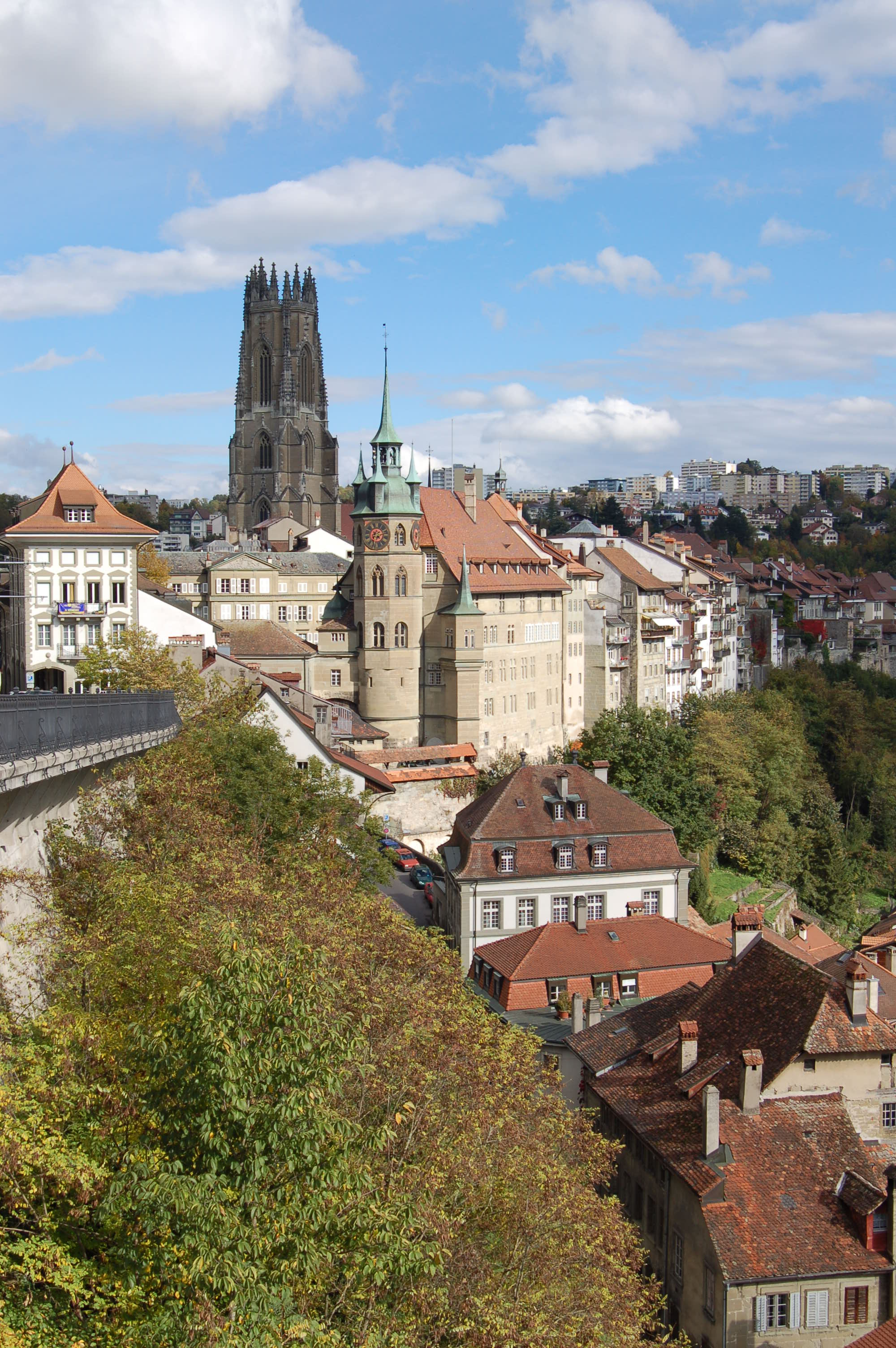
Vista de la ciudad de Friburgo.

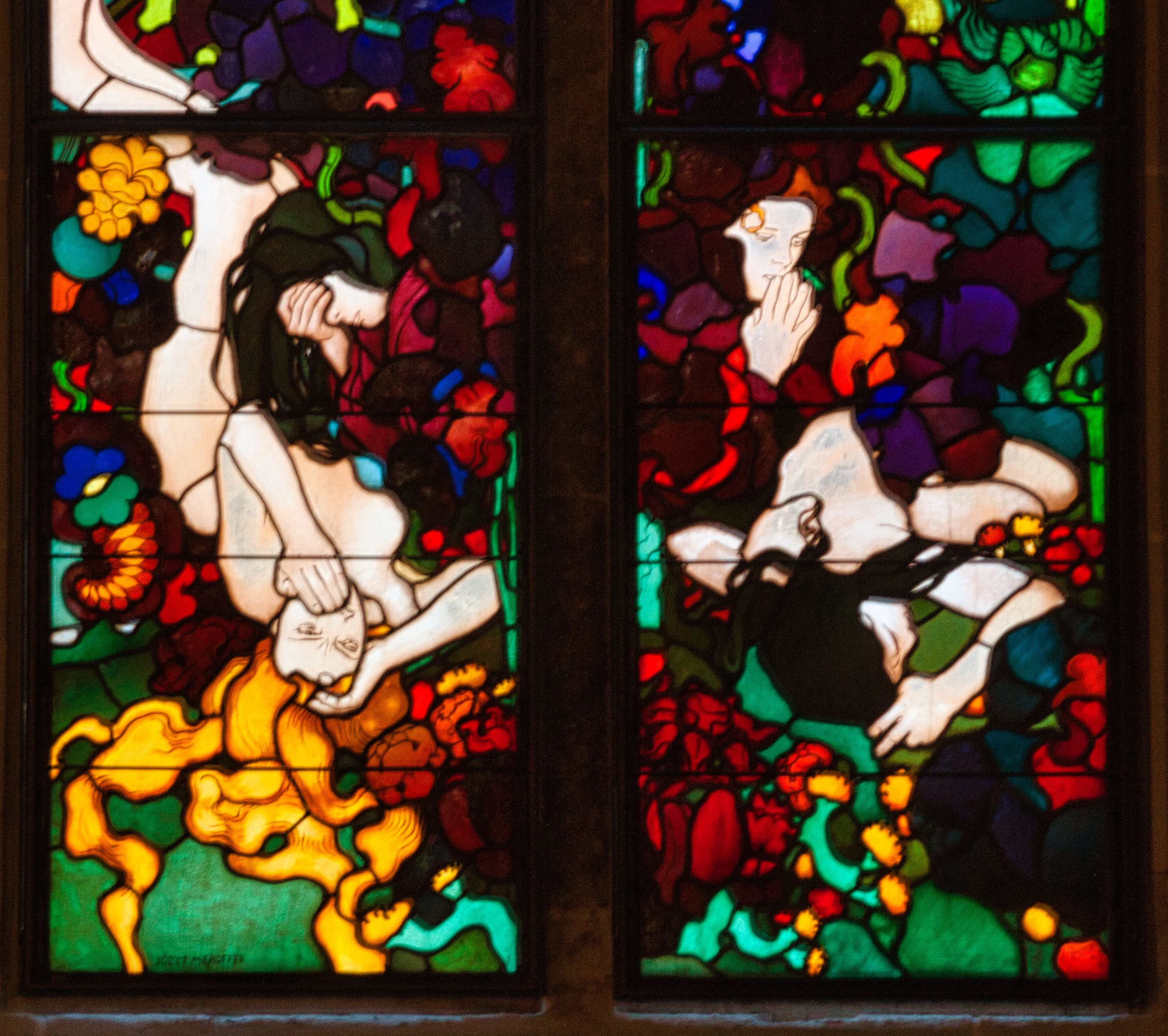
Santa Catalina y Barbara (Detalle del vitral de los mártires par Józef Mehoffer)

Un importante monumento de la ciudad es la Catedral de San Nicolás, de estilo gótico y edificada entre 1182 y 1490. La torre principal mide 74 metros de altura y conlleva una escalera compuesta por 365 escalones. La catedral de San Nicolás está construida de “molasse”, una roca sedimentaria abundante en Suiza. Las naves laterales y el coro están iluminados por vitrales de finales del siglo XIX y la primera mitad del XX, obra de Józef Mehoffer.
La Universidad de Friburgo es famosa en todo el mundo. Ciudad de jóvenes, Friburgo está llena de pequeños bares típicos y de óptimos restaurantes para todos los gustos.
La ciudad de Friburgo también es conocida por sus numerosos puentes y fuentes. Su casco antiguo sigue manteniendo su espíritu medieval y se denomina “la Basse-Ville” (significa ciudad baja, debido a su emplazamiento). La Basse-Ville se compone de los barrios del Bourg, el Auge y la Neuveville. El casco antiguo es famoso asimismo por el río que lo rodea: Sarine (francés) o Saane (alemán) y sus puentes, entre los que se encuentran: Puente de Berna (primer puente, construido en 1250), Puente de Zähringen (en homenaje al duque), Puente de Gottéron (debido al nombre del valle en el que se sitúa), Puente du Milieu, Puente Saint-Jean (San Juan).
Además la ciudad vieja cuenta con un gran número de fuentes: Fuente de la Fidélité (Fidelidad), Fuente de la Force (Fuerza), Fuente de la Samaritaine (Samaritana), Fuente de la Vaillance (Valentía), Fuente de Notre Dame du Rosaire (Ntra. Sra. del Rosario), Fuente de Saint-Georges (San Jorge), Fuente de Saint-Jean (San Juan), Fuente de Samson (Sansón), Fuente du Sauvage (el Salvaje), Fuente de Sainte-Anne (Santa Ana) y Fuente Jo Siffert (la más conocida del artista Jean Tinguely). La mayoría de los nombres de las fuentes provienen de la Biblia, reflejando así la tradición católica de la ciudad de Friburgo.
La oferta turística de Friburgo incluye algunos museos: 
- Espacio Jean Tinguely y Niki de Saint Phalle (dos artistas del siglo XX que marcaron la vida cultural y artística de Friburgo)
- Fri-Art: Museo de Arte Contemporáneo
- Museo de Arte e Historia de Friburgo: contiene la mayor colección de esculturas de la primera mitad del siglo XVI del país.
- Museo de Historia Natural de Friburgo (Ciencias Naturales)
- Museo de la cerveza Cardinal (producida en Friburgo)
- Museo Gutenberg
- Museo suizo de la máquina de coser
- Museo suizo de títeres y marionetas

## Transportes

### Ferrocarril
La estación de la ciudad es una de las principales de la red ferroviaria suiza. Cuenta con múltiples conexiones al estar ubicada en las siguientes líneas:
- Línea ferroviaria Lausana -  Friburgo - Berna
- Línea ferroviaria Friburgo - Murten
- Línea ferroviaria Friburgo - Payerne - Yverdon

### Otros transportes
- Red de buses y transporte público interurbano
- El Funicular (Le Funiculaire), muy conocido porque constituye una de las curiosidades de la ciudad. La línea fue inaugurada en 1899 y une el centro con el casco antiguo. Es considerado como monumento histórico y es único en Europa, ya que se trata del único que usa las aguas residuales de la ciudad para poder funcionar. Para ello, utiliza un sistema de contrapeso.
- Autopista A12,  Fribourg Nord 7,  Fribourg Centre 7b y  Fribourg Sud 8